# آکیورا آردی‌ایکس

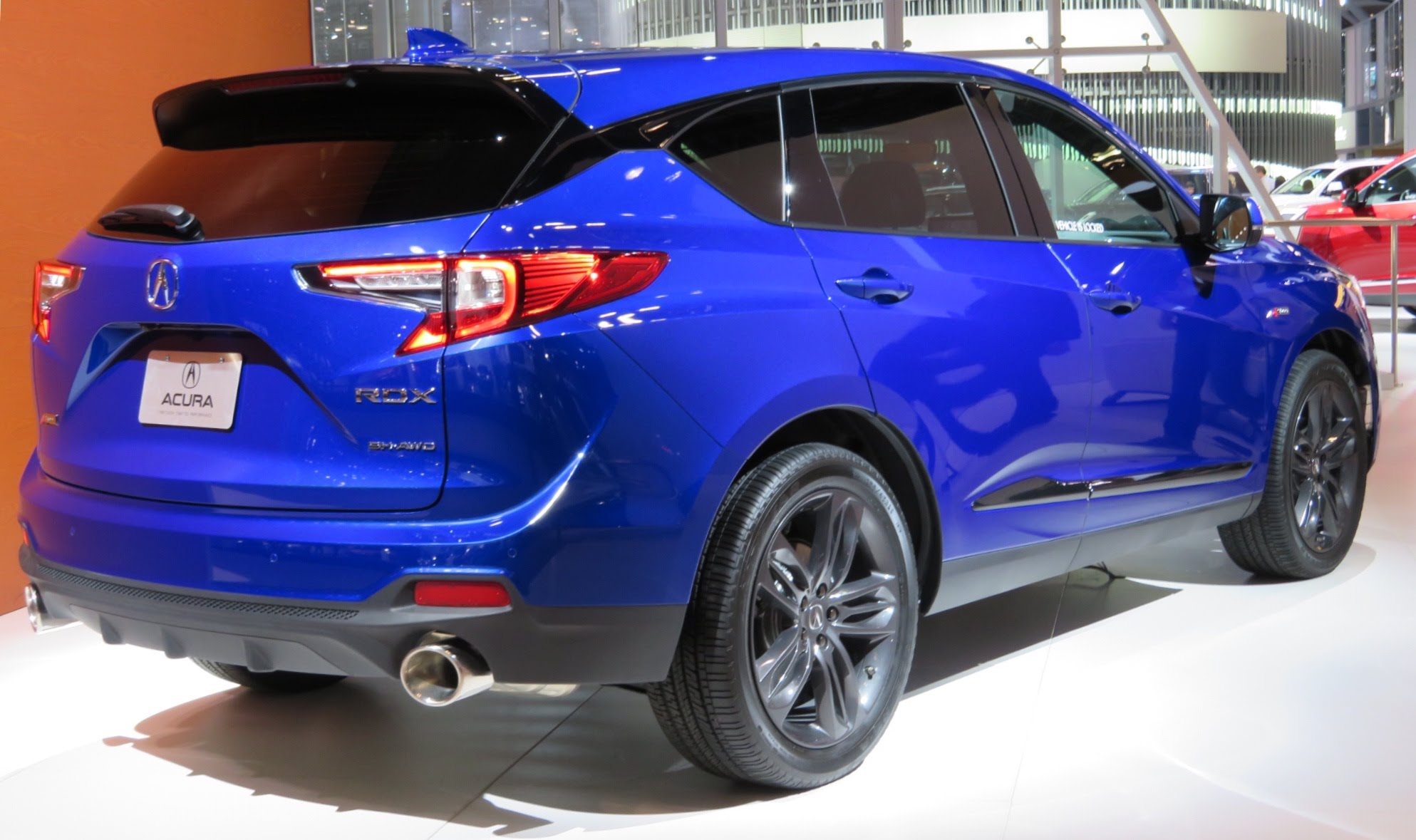
نمای عقب آکورا آردی‌ایکس نسل سه

آکیورا آردی‌ایکس (Acura RDX) خودرویی است که از سال ۲۰۰۶ تاکنون در ایالات متحده آمریکا تولید شده‌است. طراحی آن موتور جلو و خودرو چهار چرخ محرک بوده وزن آن در حالت طبیعی ۳٬۹۶۸ پوند (۱٬۸۰۰ کیلوگرم) است. سامانه جعبه‌دندهٔ آن ۵ دنده به صورت خودکار است.